# Corridos verdes
Les corridos verdes, ainsi que les corridos tumbados, sont un sous-genre musical dérivé du corrido mexicain. Ils sont aussi souvent une fusion d'autres genres musicaux régionaux mexicains, car ils peuvent inclure la guitare électro-acoustique, la guitare à douze cordes, la basse acoustique, la batterie, l'accordéon, la basse électrique, le tuba, le soubassophone, et le tololoche.

## Histoire
« Ce sont des corridos qui parlent de marijuana, c'est pourquoi on les appelle « corridos verdes ». »

— Alex Guerra (chanteur de Legado 7).
En Californie, depuis le 1er janvier 2018, la culture de la marijuana à des fins récréatives et médicinales est légale, tout comme elle l'est, avec certaines restrictions, dans huit États du pays. Le groupe est donc originaire de cet endroit.
Legado 7 est reconnu comme l'un des groupes pionniers des corridos verdes pour ses chansons sur le thème de la marijuana.